# Dvärgget

## Dvärgget

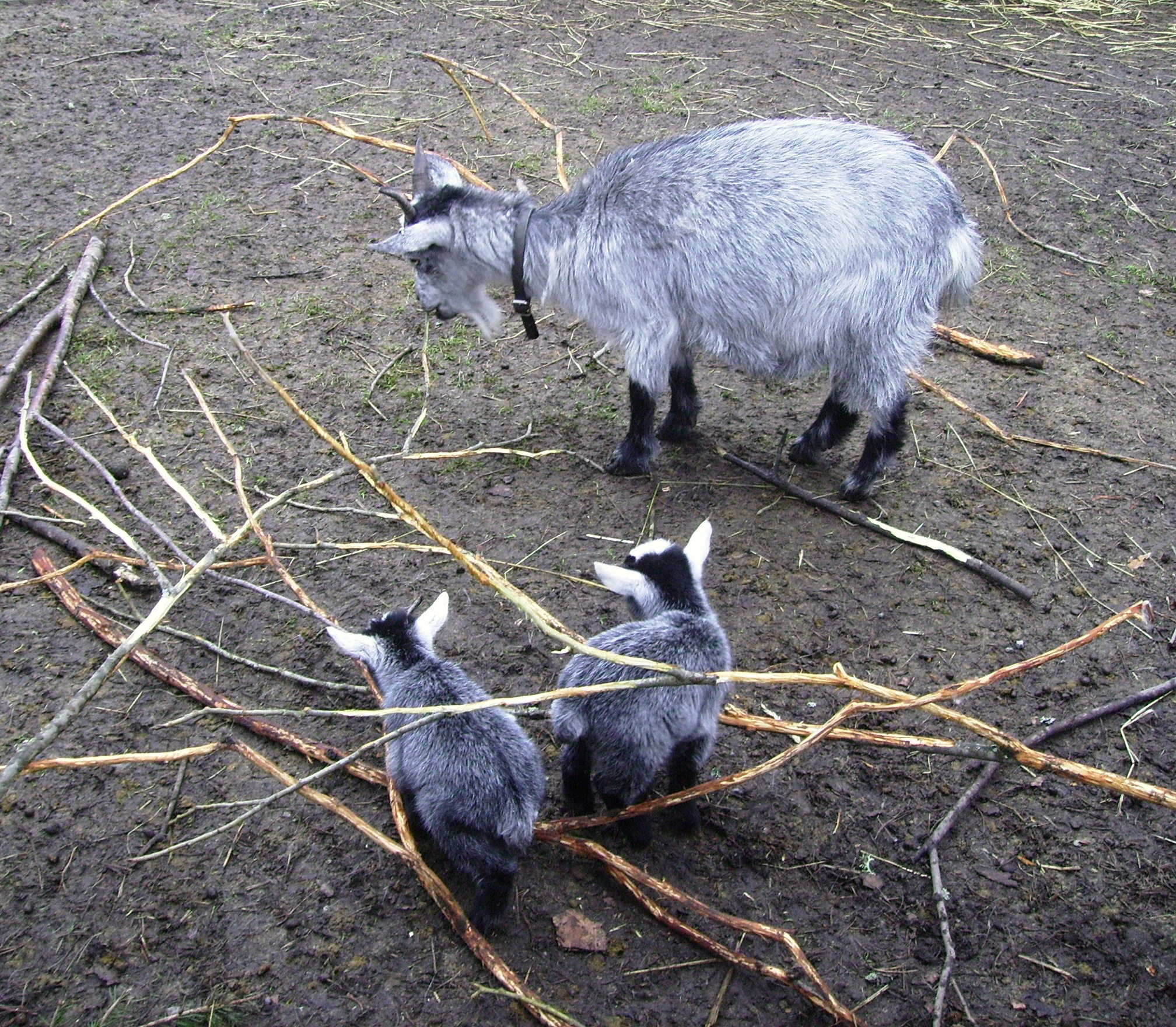
Afrikanska dvärgetter. Torekällberget

Dvärgget är en domesticerad form av get som framavlats på senare år. Det finns två olika raser av dvärgget. Nigerianska dvärggeten och den vanligaste rasen afrikansk dvärgget. Dvärggetter importerades från Afrika på 1930-talet och den Afrikanska dvärggeten är den getras som först skapades i USA efter det att de importerades. Det finns vissa som tror att illegal import förekom ännu tidigare och ytterligare importhandel fortsatte ända till 60-talet. Man kan tro att dessa ursprungsgetter var speciellt framavlade av människor för att bli mindre, men sanningen är att de är resultatet av evolutionär utveckling. Dvärggetterna anses ha en hög intelligens och de hade en fördel om man jämför med de större getterna när det var ont om mat, på grund av detta fick dvärggetterna ett högre födelsetal och skapade sin egen nisch i tillvaron. I USA användes de ursprungligen som föda till andra djurarter på zoo. När de väl kommit in i landet upptäcktes det att de bestod av två olika typer av get, dels de som var dvärgar, men helt anatomiskt lika stora mjölkgetter och dels de som var födda med Akondroplasi. Dessa var mindre än vanliga getter och hade en normal rygg men hade onormalt korta ben med oproportionerligt stora huvuden. De normala miniatyrgetterna skildes ut från de med akondroplasi och bildade grunden för Nigeriansk dvärgget. De med Akondroplasi korsavlades för att få fram grunden till den getras som vi idag kallar Afrikansk dvärgget.

### Afrikanska dvärggeten
Den afrikanska dvärggeten kan bli cirka 45 cm i mankhöjd och kan bli upptill fjorton år gammal. Geten anses som en bra mjölkget och kan ibland producera upp till 2,5 liter om dagen. Dess mjölk har högre fett- och proteinhalt än komjölk och är känd för att ge gott smör, bra tvålar och god ost. Dvärggeten är lätt att hantera med tanke på dess storlek och har lätt att föda och är produktiva. Redan vid ett års ålder kan honorna föda utan några som helst komplikationer och kan ge upp till två killingar per år. Det är vanligt att förstföderskan oftast får en till två killingar och att de äldre och rutinerade honorna kan ge tre till fyra killingar per kull. I undantagsfall har extremt produktiva honor kunnat ge upp till sex killingar i en kull.

### Nigerianska dvärggeten
Nigerianska dvärggeten har en rak nos, upprättstående öron och kort hår med en rak kappa i en mängd olika färger, inklusive guld, svart och choklad och liknar en vanlig get. Dess päls kan vara en solid färg eller ett mönster av ränder eller fläckar. Honorna är ca 43-48 cm höga och hanarna är ca 48-53 cm och de kan väga så mycket som 34 kilo. Nigerianska dvärggeten är lugn och lekfull.